# 잭 깅

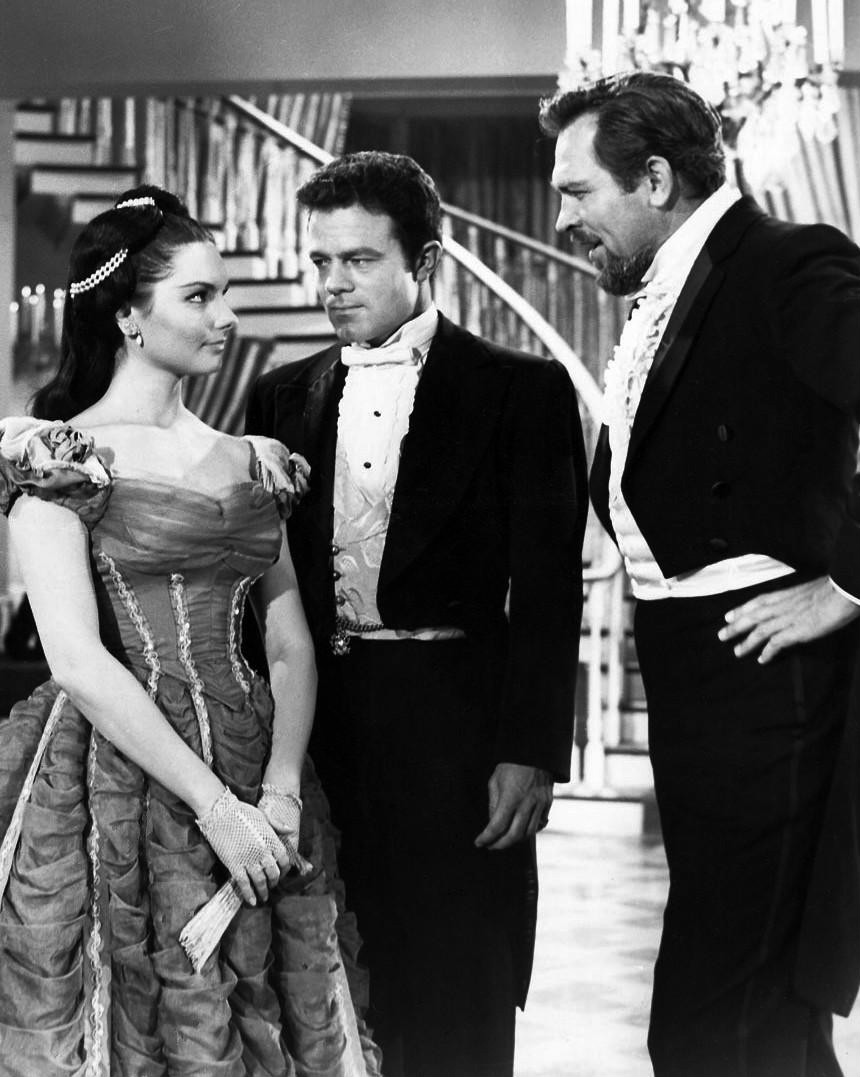

잭 깅(Jack Ging, 1931년 11월 30일~2022년 9월 9일)은 미국의 배우, 텔레비전 배우, 영화배우이다.

## 출연 작품

### 방송
- 립타이드
- A 특공대 1
- 달려라 죠
- 6백만 달러의 사나이
- 코작

### 영화
- 팜스프링스 수사대(1991년)
- 립타이드(1984년)
- A 특공대 - TV시리즈(1983년)
- 웨어 더 레드 펀 그로우스(1974년)
- 달려라 죠(1974년)
- 6백만 달러의 사나이 - TV 시리즈(1974년)
- 코작(1973년)
- 명탐정 바나비 존즈(1973년)
- 스네이크(1973년)
- 평원의 무법자(1973년) - 모건 앨런 역
- 어둠 속에 벨이 울릴 때(1971년)
- FBI(1965년)
- 페리 메이슨(1957년)
- 디즈니랜드(1954년)